# Luís Bittencourt
Luís Gonzaga Bittencourt ou Luís Bittencourt (Rio de Janeiro, 6 de maio de 1915) é um compositor e violonista brasileiro.

## Biografia
Nascido no Rio de Janeiro, a 1915, Bittencourt teve mais de 130 composições gravadas e escreveu canções do período conhecido como a era de ouro da música popular brasileira. Também teve uma carreira notável como um instrumentista em diversos grupos e orquestras.
Filho do violonista (guitarrista acústico) Antônio Lourenço Bittencourt, um dos nomes importantes do início do século na música popular brasileira, Luís Bittencourt teve aulas de violão com seu pai. Bittencourt tornou-se um profissional em 1935 na orquestra do Cassino da Urca. Trabalhou de 1936 a 1960 nas orquestras de RCA Victor e Rádio Nacional. Sua primeira canção gravada foi "Lua Triste," por Sílvio Caldas, em 1936, pela Odeon. De 1952 a 1961 foi o diretor artístico para as empresas Sinter e Philips, tornando-se um produtor musical para Musidisc e Nilser. Desde 1961, é um membro da Orquestra Sinfônica Nacional.